# Пролећна изложба УЛУС-а (1992)
Пролећна изложба УЛУС-а (1992) је одржана у галеријском простору Удружења ликовних уметника Србије, односно у Уметничком павиљону "Цвијета Зузорић", у Београду, у периоду од 8. до 26. априла 1999. године. Такође, изложба је одржана и у Крагујевцу, у Народном музеју, у периоду од 19. марта до 5. априла.

## О изложби
Избор радова за ову изложбу је обавио Уметнички савет УЛУС-а, кога су чинили:
1. Велизар Крстић
2. Сенадин Турсић
3. Нада Денић
4. Љиљана Мићовић
5. Мирољуб Стаменковић
6. Милан Сташевић
7. Милица Вучковић
8. Евгенија Демниевска

На овој изложби су додељене следеће награде:
- Златна палета - Милан Блануша
- Златна игла - Слободан Бојовић
- Златно длето - Василије Живковић

## Излагачи

### Сликарство
1. Светлана Аћимовић
2. Горан М. Бабић
3. Братислав Башић
4. Даница Баста
5. Карло Боршик
6. Ивана Брадановић
7. Милан Блануша
8. Зоран Васић
9. Јудита Васић
10. Здравко Велован
11. Бранко Вељовић
12. Мелита Влаховљак
13. Снежана Вујовић
14. Жарко Вучковић
15. Веселин Вукашиновић
16. Оливера Гаврић Павић
17. Драган Гајер
18. Петар Гајић
19. Данијел Глид
20. Зоран Граовац
21. Звонко Грмек
22. Јовица Дејановић
23. Горан Десанчић
24. Сретко Дивљан
25. Драган Димић
26. Вера Ђенге
27. Душан Ђокић
28. Ђорђе Ђорђевић
29. Зоран Н. Ђорђевић
30. Стојанка Ђорђић
31. Диле Гига Ђурагић
32. Радивоје Ђуровић
33. Синиша Жикић
34. Весна Илић
35. Зоран Игњатовић
36. Душко Јанковић
37. Татјана Јанковић
38. Дивна Јеленковић
39. Сања Јовановић
40. Драгана Јовчић
41. Драган Кићовић
42. Драгослав Кнежевић
43. Марија Кнежевић
44. Александра Ковачевић
45. Милутин Копања
46. Зоран А. Костић
47. Мирјана Крстевска Марић
48. Братислав Крстић
49. Зорица Кушић
50. Драгана Лаловић
51. Властимир Мадић
52. Ненад Макуљевић
53. Бранислав С. Марковић
54. Весна Марковић
55. Јелена Марковић
56. Срђан Марковић
57. Љиљана Мартиновић Јовановић
58. Анђела Меденица
59. Момчило Митић
60. Мирјана Митровић Стојковић
61. Инга Михаиловић
62. Ненад Михаиловић
63. Ева Мрђеновић
64. Мирољуб Мишковић
65. Павле Насковић
66. Јасна Николић
67. Васо Никчевић
68. Зорица Обрадовић
69. Ратко Одаловић
70. Славиша Панић
71. Михаило Петковић
72. Душан Д. Петровић
73. Миломирка Петровић Ђокић
74. Даница Петровска
75. Зоран Петрушијевић
76. Дејан Попов
77. Павле Поповић
78. Милован Панић
79. Ставрос Поптцис
80. Бошко Радловић
81. Ђуро Радоњић
82. Љиљана Радосављевић
83. Саша Рајовић
84. Александра Ракоњац
85. Бранко Раковић
86. Драган Ракић
87. Владимир Рашић
88. Миодраг Ристић
89. Едвина Романовић
90. Милан Саблић
91. Свјетлана Салић
92. Милош Сарић
93. Виолета Самарџић
94. Рада Селаковић
95. Драгана Станаћев
96. Драгољуб Станковић Чиви
97. Јовица Стевановић
98. Жарко Стефанчић
99. Војислава Танурџић
100. Томислав Тодоровић
101. Мирко Тримчевић
102. Вјекослав Ћетковић
103. Јелица Ћулафић
104. Мирољуб Филиповић
105. Ђорђе Хаџи-Николић
106. Бранко Цветковић
107. Биљана Црнчанин
108. Гордана Чекић
109. Катарина Шабан
110. Хелена Шипек
111. Босиљка Шипка
112. Слободанка Шобота
113. Миодраг Шумарац

### Вајарство
1. Радомир Бранисављевић
2. Срђан Вукајловић
3. Славко Живановић
4. Василије Живковић
5. Љубица Злоковић Вујисић
6. Љубомир Лацковић
7. Милан Р. Марковић
8. Милан Т. Марковић
9. Татјана Милутиновић
10. Мице Попчев
11. Ставрос Поптцис
12. Балша Рајчевић
13. Тамара Ракић
14. Мирослав Савков
15. Срђан Симановић

### Графика
1. Лидија Антанасијевић
2. Драгица Антонијевић
3. Мирослав Бата Благојевић
4. Слободан Бојовић
5. Биљана Вуковић
6. Мирјана Глишић Милојев
7. Славица Драгосавац
8. Душица Жарковић
9. Милица Жарковић
10. Катарина Зарић
11. Бранимир Карановић
12. Небојша Лазић
13. Бранислав Марковић
14. Зоран Марјановић
15. Славко Миленковић
16. Дејан Мирковић
17. Александар Младеновић
18. Миодраг Млађовић
19. Драган Момиров
20. Мирјана Обрадовић
21. Бранко Павић
22. Александар Расулић
23. Јавор Рашајски
24. Светлана Рибица
25. Ана Ристић Драговић
26. Драган Ристић
27. Радош Стевановић
28. Мића Стоиљковић
29. Оливера Стојадиновић
30. Љиљана Стојановић
31. Невенка Стојсављевић
32. Марија Стошић
33. Драган Томић
34. Драгиша Ћосић
35. Бранислав Фотић
36. Данијела Фулгоси
37. Драган Цоха
38. Ивана Швабић
39. Јехона Шаћири
40. Емир Шкандро

### In memoriam
1. Милан Божовић
2. Живојин Влајнић
3. Стеван Дукић
4. Бошко Илачевић
5. Оливера Килибарда
6. Енвер Крупић
7. Антон Лукатели
8. Трајко Меденица
9. Рајко Николић
10. Лепосава Туфегџић